# Ligne de tramway 572/2
Pour les articles homonymes, voir Ligne 572.
Ne doit pas être confondu avec Ligne de tramway 572/1.
La ligne 572/2 est une ancienne ligne de tramway de la Société nationale des chemins de fer vicinaux (SNCV) qui reliait Burdinne à Vinalmont entre 1908 et la Seconde Guerre mondiale.

## Histoire
La ligne est mise en service en traction vapeur le 5 octobre 1909 entre Burdinne et Huccorgne (nouvelle section, capital 117) puis six années plus tard le 15 décembre 1915, elle est prolongée de Huccorgne à la station de Vinalmont (nouvelle section station de Burdinne - Vinalmont jonction avec la ligne 470, capital 117).
L'exploitation de cette nouvelle section n'est que de courte durée, en effet, au cours de la Première Guerre mondiale, entre décembre 1916 et juillet 1917, l'occupant démonte les voies entre Burdinne et Vinalmont (jonction avec la ligne 470) entrainant la suppression de la ligne. Le trafic ne reprend après là guerre que le 17 janvier 1922,. L'exploitation est alors reprise directement par la SNCV.
Au cours de la Seconde Guerre mondiale, l'occupant démonte les voies entre la station de Burdinne et le hameau de Roua à Vinalmont (capital 117) ce qui entraine la suppression définitive de la ligne, elle est remplacée à une date inconnue par une ligne d'autobus qui prendra l'indice 44 dans les années 1950, cette ligne et est toujours exploitée sous l'indice 144,,. La section entre le hameau de Roua et Vinalmont reste exploitée pour le fret jusqu'au 3 décembre 1951, elle est démontée en 1952 (capital 117).

## Infrastructure

### Voies et tracés
La voie est construite à l'écartement métrique (1 000 mm).

### Dépôts et stations
Nom : (gare) : quand le dépôt ou la station est accolé ou proche d'une gare.
Type : D : dépôt , S : station , Sf : si la station sert de gare douanière à la frontière , Sp : si la station est établie dans un bâtiment privé le plus souvent un café ou plus rarement une habitation privée.
| Illustration | Nom       | Type | Commune           | Localisation                | État          | Remarques |
| ------------ | --------- | ---- | ----------------- | --------------------------- | ------------- | --------- |
|              | Burdinne  | DS   | Burdinne          | 50° 34′ 46″ N, 5° 04′ 00″ E | Hors service. |           |
|              | Vinalmont | Sp   | Wanze (Vinalmont) | 50° 33′ 49″ N, 5° 14′ 04″ E | Hors service. |           |

## Exploitation

### Horaires
Tableaux horaires :
- Été 1931 : 572, numéro partagé entre les lignes 572/1 Burdinne - Hannut et 572/2 Burdinne - Vinalmont[5].